# سیارک ۱۱۲۴۰
سیارک ۱۱۲۴۰ (به انگلیسی: 11240 Piso، نامگذاری:4175P-L) یازده هزار و دویست و چهلمین سیارک کشف شده‌است که در ۲۴ سپتامبر ۱۹۶۰ کشف شد.